# Мухаммад Алихан
Мухаммад Алихан (1808—1842), годы правления 1822—1842, восьмой правитель из узбекской династии Мингов в Кокандском ханстве.

## Восхождение на престол
После смерти Умар-хана в 1822 году правителем Кокандского ханства был объявлен его 14-летний сын Мухаммад Алихан (1822—1841).

## Внешняя политика

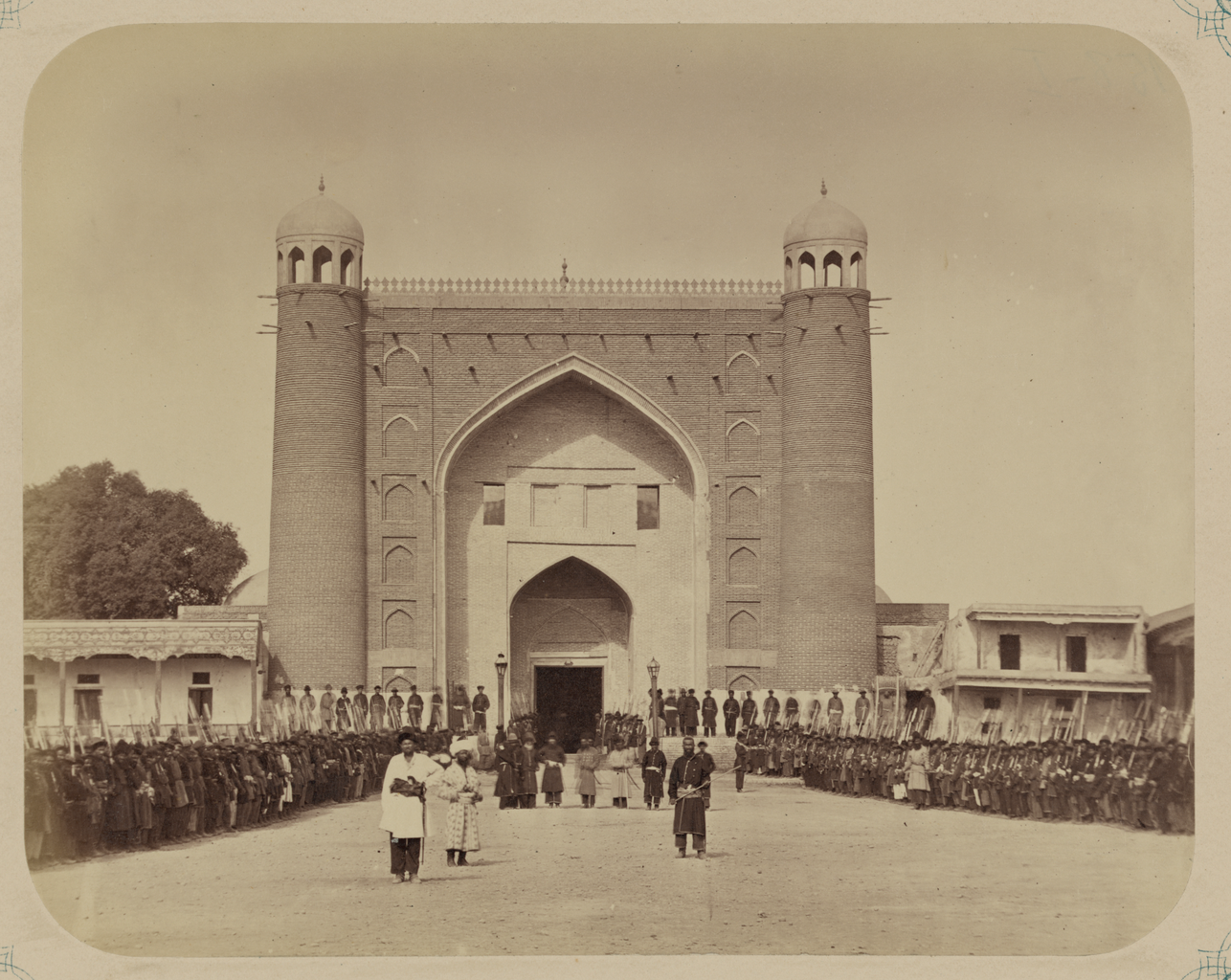
Коканд: внешние ворота ханского дворца

В период правления Мухаммад Алихана продолжалась политика по территориальному расширению Кокандского ханства. В 1834 году кокандские войска покорили Каратегин, Куляб, Дарваз (бекство). В 1826-1829 годах было организовано несколько походов на Кашгар.
В 1826 году Мухаммад Алихан объявил газават против китайцев и двинул свои войска на Кашгар, чтобы помочь Джангир туре в борьбе против Цинской империи.
В 1829 году войска Мухаммад Aлихана вновь завоевали Ура-тюбе.
Большим влиянием вначале правления Мухаммад Алихана пользовался мингбаши Хаккули-бий. Однако позже он был казнён.
Мухаммад Алихан поддерживал дипломатические связи с Россией, Бухарским эмиратом, Хивинским ханством и Турцией.
Упорядочение государственных дел, определённый подъём в экономике страны, ремесленном производстве и торговле благоприятно отразились на жизни Кокандского ханства.
Во время своего правления Мадали-хан влюбился в свою мачеху, Хан-Паджа-Анм, младшую жену покойного Омар-хана, которая проживала в Ура-Тюбе, и женился на ней.
Этот брак вызвал недовольство бухарского эмира Насруллы. Он направил к Мадали-хану посланника Раимкалмака с письмом, в котором осуждал этот союз и объявлял хана неверным. В ответ Мадали-хан распорядился арестовать посланников, что стало поводом для начала военного конфликта между Кокандским ханством и Бухарой.
Войны Кокандского ханства с Бухарским эмиратом закончились его поражением. В ноябре 1841 года Мухаммад Алихан был вынужден отречься от престола в пользу своего брата Султан Махмуда.

## Творчество
Продолжая литературную традицию своего и матери Мухаммед Али-хан писал стихотворения под псевдонимом «хан». До нас дошли его небольшой диван и несколько стихотворений. Большое влияние на его творчество оказали произведения Физули, и он даже начал писать в подражание известной поэме Физули дастан под названием «Лейли и Меджнун» 

## Смерть
В апреле 1842 года бухарский эмир Насрулла захватил Коканд. Султан Махмуд-хан, Мухаммад Алихан и многие высокопоставленные лица были казнены. Наместником Коканда был назначен бухарский ставленник Ибрагим. Однако в результате народного восстания он был свергнут и новым правителем Кокандского ханства стал Шерали-хан.